# Nora Duesberg-Baranowski

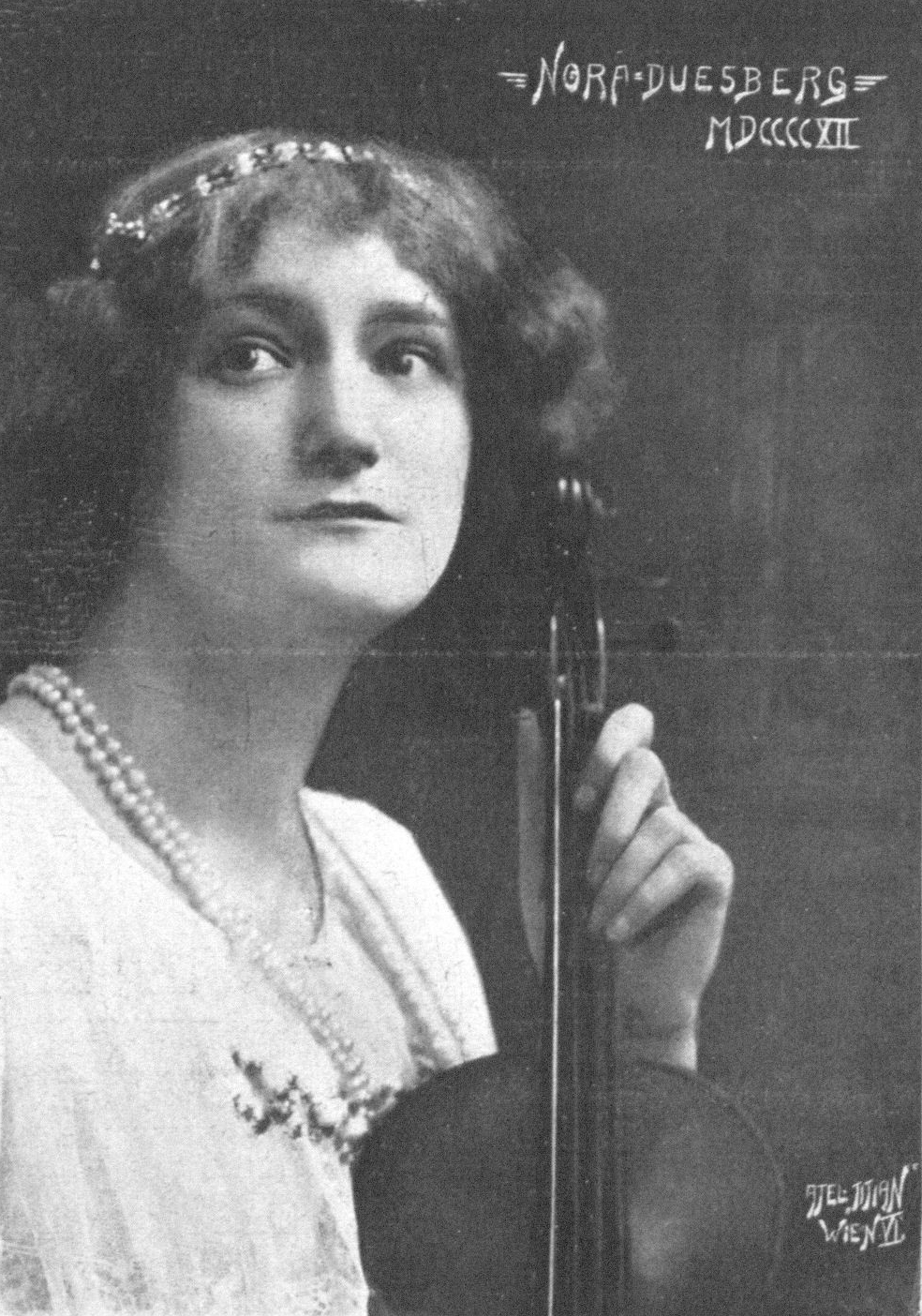
Fotografi från 1912

Nora Duesberg-Baranowski, född 24 juli 1895 i Wien, död 1982, var en österrikisk violinist.
Duesberg-Baranowski studerade violin för sin far, violinisten August Duesberg, och 1909 vid Akademie für Musik und darstellende Kunst i Wien under professor Otakar Ševčík. Hon fortsatte senare sina violinstudier för Carl Flesch och företog konsertresor i Tyskland, Österrike, Ungern och England. 1920 bosatte hon sig i Sverige och blev 1923 svensk medborgare. I Sverige verkade hon för det musikaliska fortbildandet och gav bland annat kontertmusikaftnar i Lund, och förtog även konsertturnéer i Norge och Danmark.
Från 1923 var Nora Duesberg-Baranowski gift med pianisten Wasili Baranowski.